# Горна Невля
Горна Невля (на сръбски: Горња Невља или Gornja Nevlja) е село в Западните покрайнини, община Цариброд, Пиротски окръг, Сърбия. През 2011 г. населението му е 19 души, през 2002 г. то е 40 души, докато през 1991 г. е било 90 души. В селото живеят предимно българи.

## История
В съкратен регистър на Пиротския кадилък от 1530 година Горна Невля е отбелязана като село с осем бащини и две домакинства на мюсюлмани.